# Бонньё (кантон)
Бонньё (фр. Bonnieux, /bɔɲø/) — кантон во Франции, находится в регионе Прованс — Альпы — Лазурный Берег. Департамент кантона — Воклюз. Входит в состав округа Апт. Население кантона на 2006 год составляло 4466 человек.				
Код INSEE кантона — 84 07. Всего в кантон Бонньё входят 6 коммун, из них главной коммуной является Бонньё.

## Коммуны кантона
| Коммуна | Население | Почтовый индекс | Код INSEE |
| ------- | --------- | --------------- | --------- |
| Бонньё  | 1417      | 84480           | 84020     |
| Бюу     | 112       | 84480           | 84023     |
| Лакост  | 408       | 84480           | 84058     |
| Менерб  | 995       | 84560           | 84073     |
| Оппед   | 1226      | 84580           | 84086     |
| Сиверг  | 30        | 84400           | 84128     |